# Col des Croix
De Col des Croix is een 679 meter hoge bergtop in de Vogezen.
De col is gelegen in het departement van de Haute-Saône in de gemeente Le Thillot.

## Wielrennen
De Col is in 2014 in de Ronde van Frankrijk beklommen. Als eerste op de top:
- 2014:  Joaquím Rodríguez